# Philips Angel (van Middelburg)
Philips Angel (van Middelburg) (* 14. September 1616 in Middelburg; † 22. Oktober 1683 ebenda) war ein niederländischer Stillleben-Maler.

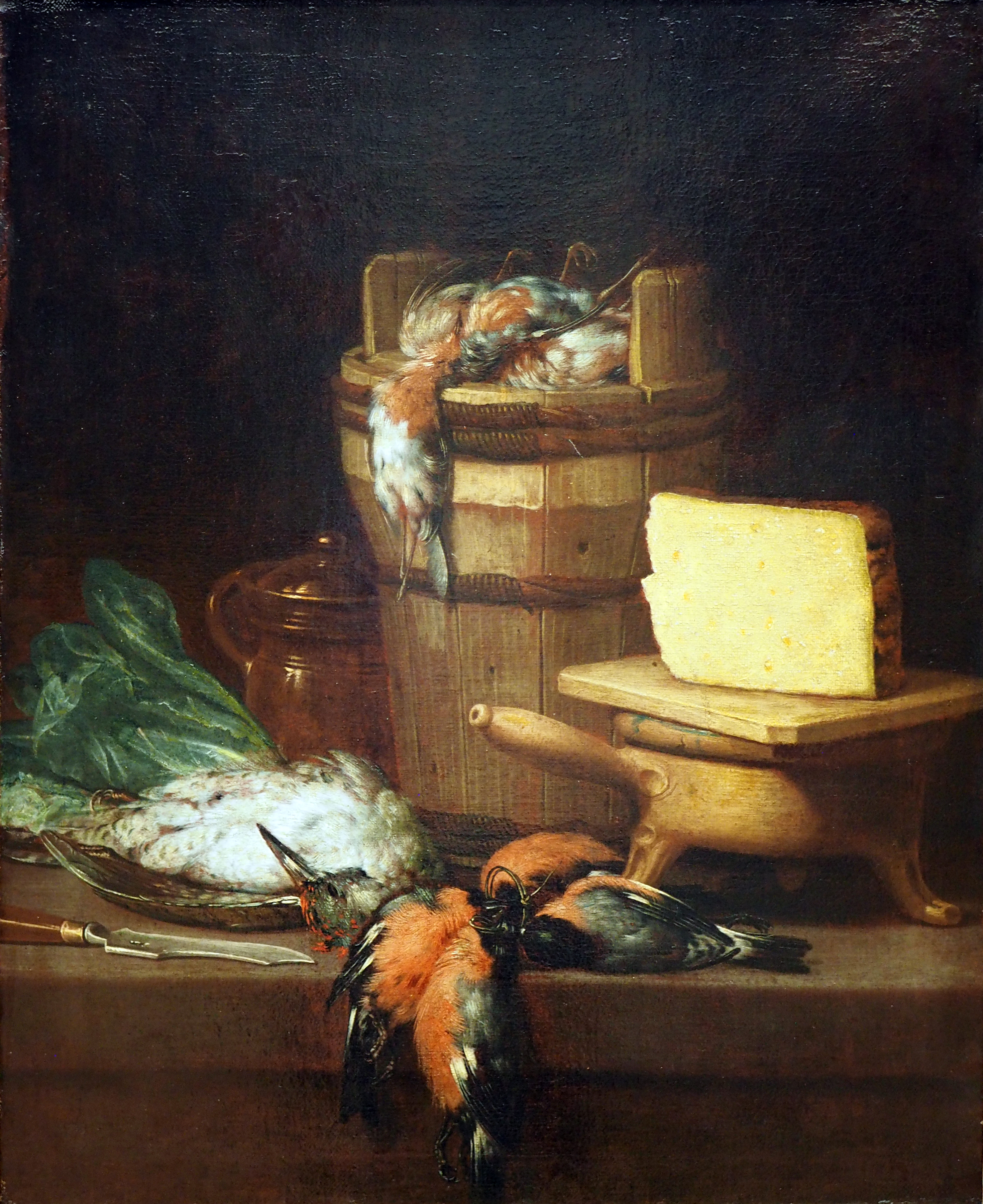
Stillleben mit Butterfass, Käse und Vögeln, Niedersächsisches Landesmuseum Hannover

Angel war eventuell Schüler bei Francois Rijkhals (1600–1647), wurde 1639 Mitglied der Haarlemer Lukasgilde und 1643 ihr Sekretär. Von 1662 an bis zu seinem Tod arbeitete er wieder in Middelburg. Etwa 30 Gemälde werden ihm heute zugeschrieben, die sich in drei Gruppen einteilen lassen, stilllebenartige Interieurs von Viehstallungen, als „ontbijties“ (Frühstücke) bezeichnete Stillleben mit gedeckten Tischen und schließlich Geflügel-Stillleben. Insbesondere die bescheidenen „onbijties“ stehen in der Haarlemer Stilllebentradition und werden als die besten Arbeiten Angels betrachtet.